# 布庫利亞山
布庫利亞山（羅馬化：Bukulja，發音：[bǔkuʎa]），是塞爾維亞的山峰，位於該國中部，處於阿蘭傑洛瓦茨附近，距離首都貝爾格萊德東南面60公里，海拔高度696米，受亞熱帶濕潤氣候影響，每年平均降雨量1,083毫米。